# Heart of Darkness
Heart of Darkness er et amerikansk videospil fra 1998, udgivet af Interplay til PC og PlayStation.

## Historie
Spillet omhandler drengen Andy, der hader sin lærer, elsker sin hund og er bange for mørke. Andy og hans hund, Whiskey, tager ned til parken for at se en solformørkelse. Whiskey forsvinder, og Andy skynder sig tilbage til sin hule og hopper i sit rumskib og havner i en anden verden – The Darklands. Her overtager man styringen som Andy, og skal finde vej frem gennem det dystre landskab, og samtidig kæmpe mod skumle væsener.